# 福祉学科
福祉学科（ふくしがっか）とは大学などの教育機関に置かれる学科の一つであり福祉学を教育研究することを目的としている。学生には、在学中には福祉に関する事柄を学び卒業後には福祉の分野で社会貢献できるだけの人材へと成長させる体制を整えている。教育機関によっては在学中に学生が社会福祉士や介護福祉士など福祉に関する資格を取得することを支援し、それを学科の特性としているところもある。

## 福祉学科を置く教育機関

### 大学
- 秋田看護福祉大学
- 立教大学
- 福山平成大学
- 西南女学院大学

### 短期大学
- 植草学園短期大学
- 富山短期大学
- 九州大谷短期大学